# Metriocnemus bilensis
Metriocnemus bilensis är en tvåvingeart som först beskrevs av Jean-Jacques Kieffer 1925.  Metriocnemus bilensis ingår i släktet Metriocnemus och familjen fjädermyggor.
Artens utbredningsområde är Frankrike. Inga underarter finns listade i Catalogue of Life.